# 守衛官
守衛官（しゅえいかん、Serjeant at Arms / Sergeant at Arms）は、主にコモンロー（英米法）の国の議会において、院内の秩序維持と施設の管理を統括する高官に与えられる役職名である。衛視総監、衛視長などとも訳される。
イギリスやイギリス連邦の各国では、上院に類似の権限をもつ役職として黒杖官を置いており、アメリカ合衆国では上院と下院のそれぞれに守衛官が置かれている。

## イギリス及びイギリス連邦諸国の守衛官
守衛官の英語名である Serjeant はラテン語で「召使」を意味するserviensを語源とする言葉で、もともと中世のイングランド王国において国王を警護する役人に対して与えられていた官職名であった。それが15世紀に庶民院（下院）において院内の秩序を正し警務をつかさどらせるために最初の守衛官が置かれた。守衛官は設置以来国王によって任命されており、国王から議会に貸与される職員とみなされている。彼がその職権の象徴として携えている職杖(mace)は本来王権の象徴たるものであり、王が下院の権利を承認したことを象徴している。現在も、議会の開会式においては、守衛官は職杖を携行して王の先導・警護にあたっている。
守衛官は、議場では議長席の至近の位置に席を与えられており、議会が開かれている間、その秩序を維持し、必要がある場合には秩序を乱す者を議場外に排除する権限を与えられている。下院所属の門衛 (Doorkeeper) や、ロンドン警視庁議会警備隊の警察官は、守衛官の指揮下におかれている。またこのほか、下院のオンラインシステム等の管理・運営なども守衛官の担当である。
イギリス連邦諸国の議会ではイギリスと同様、同じ名前の役職がおいている例が多く見られ、イギリスと似たような任命制度と権限を持っている。

## アメリカ合衆国の守衛官
アメリカ連邦議会においては、イギリスにおける守衛官 (Serjeant at Arms)の職名が踏襲されており、上下両院にそれぞれ守衛官 (Sergeant at Armns)が置かれている。アメリカ合衆国では門衛 (Doorkeeper)が廃止されているが、かわって議会警察が置かれており、両守衛官はその管理を行う議事堂警察委員会を構成している。